# Моджевек (Томашовський повіт)
Моджевек (пол. Modrzewek) — село в Польщі, у гміні Желехлінек Томашовського повіту Лодзинського воєводства.
Населення — 77 осіб (2011).
У 1975-1998 роках село належало до Пйотрковського воєводства.

## Демографія
Демографічна структура станом на 31 березня 2011 року:
|          | Загалом | Допрацездатний вік | Працездатний вік | Постпрацездатний вік |
| -------- | ------- | ------------------ | ---------------- | -------------------- |
| Чоловіки | 42      | 6                  | 33               | 3                    |
| Жінки    | 35      | 8                  | 16               | 11                   |
| Разом    | 77      | 14                 | 49               | 14                   |